# آرتیوم خادجیبکوف
آرتیوم خادجیبکوف (روسی: Артём Александрович Хаджибеков؛ زادهٔ ۲۰ آوریل ۱۹۷۰) تیرانداز اهل روسیه بود.